# Omphalestra
Omphalestra là một chi bướm đêm thuộc họ Noctuidae.